# Фітнес (Apple)
Застосунок Фітнес, який раніше називався Activity — це додатковий додаток для відстеження вправ, оголошений Apple Inc. під час їх спеціальної події у вересні 2014 року. Додаток доступний на телефонах iPhone з iOS 8.2 або новішою версією для користувачів із підключеним Apple Watch. Додаток відображає зведений вигляд записаних тренувань користувача з Apple Watch або підтримуваних сторонніх програм та тренажерів.

## Особливості
Додаток відображає три «кільця активності», які є щоденними цілями руху, і закликає користувачів «закрити» всі свої кільця до кінця дня. Кількість доріжок переміщення кільця спалених кілоджоулів, кільце вправ відстежує хвилини, витрачені на вправи, а кільце стійок відстежує кількість годин, проведених стоячи принаймні одну хвилину. Кільця діяльності можна ділити з іншими для порівняння даних та початку змагань, які присуджують нагороду людині, яка найбільше заповнила їх кільця протягом семи днів.
Усі тренування, записані за допомогою програми Workout на Apple Watch, можна переглянути на вкладці «Підсумок» програми Фітнес і включати відповідні показники та дані HealthKit, такі як частота серцевих скорочень, залежно від типу вправи. Щодо занять на свіжому повітрі, резюме також включає погодні умови на час тренування та карту, яка окреслює маршрут, пройдений під час тренування. Після 180-денного періоду додаток також почне показувати користувачам свої тенденції фізичних вправ, усереднені за теперішні та минулі 90-денні вікна, відображаючи стрілки поруч із різними показниками. Стрілки, спрямовані вгору, демонструють поліпшення площі, тоді як стрілки, спрямовані вниз, показують спад.

## Apple Fitness+
Apple Fitness+ — це послуга потокової передачі тренувань із керованим відео на замовлення, анонсована під час Спеціальної події Apple у вересні 2020 року та офіційно запущена 14 грудня 2020 року. Послуга надає кілька посібників із відеотренувань та процедур від фітнес-професіоналів, відображаючи статистику вправ від Apple Watch у верхньому правому куті відео в режимі реального часу. Для кожної тренування встановлюється вибраний список відтворення, а передплатникам Apple Music надається можливість завантажити список відтворення тренувань на свій пристрій для іншого використання. Послуга розміщується в додатку Фітнес на iPhone, iPad та Apple TV і коштує 9,99 доларів США на місяць, 79,99 доларів США на рік, або входить до преміум-рівня Apple One.

### Доступні тренування
Тренування доступні для таких занять: основний спорт, їзда на велосипеді, танці, інтервальне тренування високої інтенсивності (HIIT), свідоме перезарядження, веслування, сила, бігова доріжка та йога. Більшість тренувань мають трьох тренерів, причому один виконує модифіковану, менш інтенсивну версію тренування. Третій інструктор або відповідає основному інструктору, або, в деяких випадках, виконує більш інтенсивну версію. Також доступні коротші тренування, у яких є лише один інструктор, і містять додаткові вказівки для тих, хто новачок у певній вправі.
21 січня 2021 року була додана функція «Час прогулянки». Ці подкасти для прогулянок на свіжому повітрі ведуть знаменитості з академічних кіл, розваг та спорту. Вони поєднують розмови з коротким списком відтворення. На відміну від відеороликів (які відтворюються на iPhone, iPad та Apple TV), подкаст повинен відтворюватися на Apple Watch у парі з гарнітурою Bluetooth.

## GymKit API
GymKit — це інтеграційний API, який запущений з watchOS 4.1 31 жовтня 2017 року, що дозволяє розробникам та виробникам увімкнути двонаправлену синхронізацію між Apple Watch та певним кардіообладнанням. Після створення пари, сумісні тренажери можуть надсилати дані про тренування та ефективність у додаток Фітнес.